# Реставратор тканин

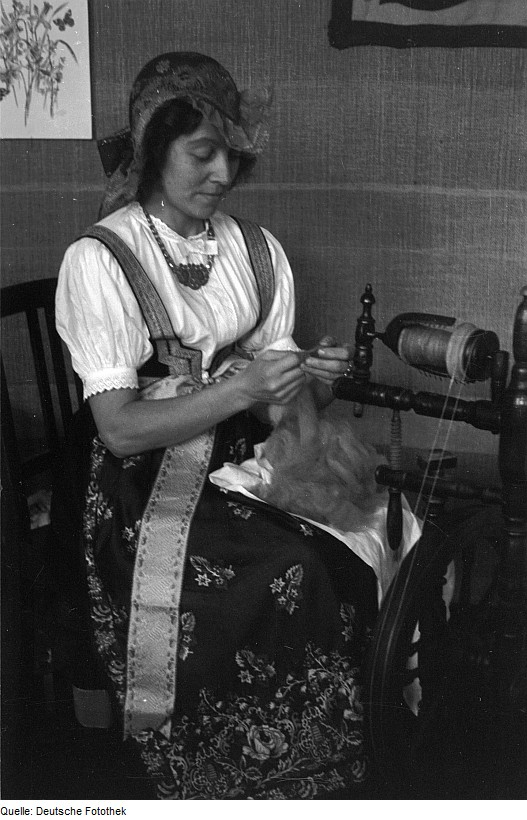

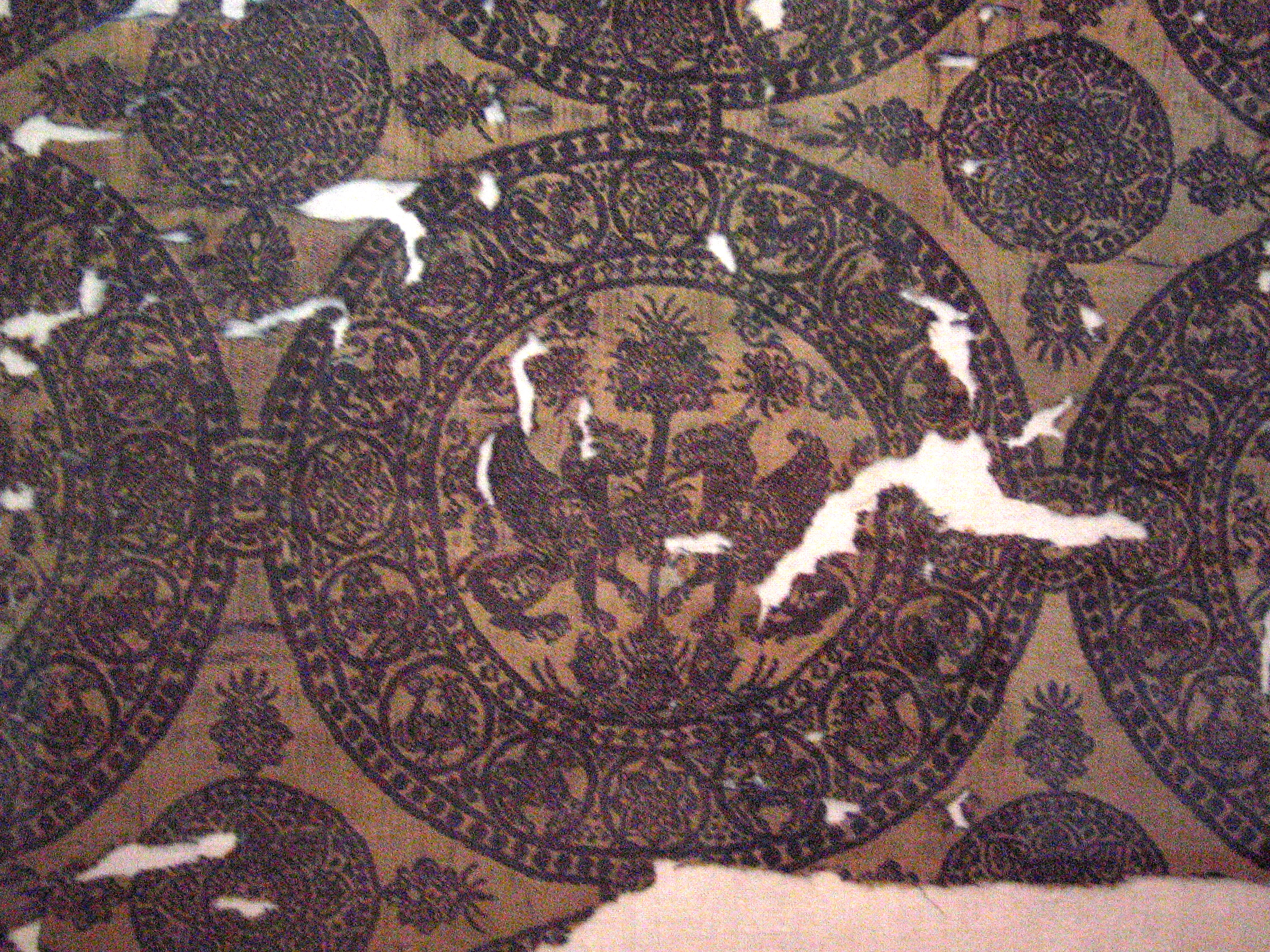
Ушкоджений артефакт

Реставра́тор ткани́н — спеціалізація, пов'язана із реставрацією тканин.
Об'єкт знань
Як окрема спеціалізація вона почала розвиватися тільки в останні 20—30 років. До цього реставрація була лише частиною музейної роботи.
В Україні відсутні виші, що займаються підготовкою спеціалістів цього профілю; підготовка суміжих фахівців здійснюється у:
- Академії друкарства у Львові, що випускає реставраторів графіки та книжкової графіки.
- Національна Академія Мистецтв
- Львівська національна академія мистецтв
- Львівський державний коледж декоративного і ужиткового мистецтва імені Івана Труша .

Серед суміжних спеціальностей — реставрація живопису, скульптури та сакрального мистецтва, реставрація творів декоративно-прикладного мистецтва з металу, каменю і скла.
Предмети реставрації
Серед предметів — вишиванки, килими, одяг, гобелени, жакардова оббивка меблів.
Шкодочинники предметів реставрації
Головні вороги реставраторів по тканині — це комахи і міль. Якщо ж мова йде про церковні речі, то до цього списку додаються віск і вино.
Методи реставрації
Залежно від того, хто є замовником робіт — музей чи приватна особа, — допускаються різні підходи до реставрації. Відновлення та зміцнення тканини може здійснюватися на двох рівнях. Перший — покращення фізико-механічних властивостей волокна, очищення й укріплення тканини; другий — так зване «доповнення за аналогією», тобто вставка в оригінальне виріб спеціально підібраних за кольором і фактурою сучасних фрагментів. Якщо мова йде про музейний експонат, то другий варіант, як правило, не допускається. Однак, при роботі з приватними замовленнями цей метод застосовується досить широко. Але при всіх видах і варіантах робіт, головна мета реставрації — не нашкодити експонату.
Замовники
Головними замовниками є музеї. Серед приватних осіб, на першому місці стоять люди, які цікавляться старовиною, колекціонери, професійні антикварники, священнослужителі.
Матеріали і інструмент
Технології і техніки
- Аплікація
- Латання
- Штопання